# 855-й артиллерийский полк
855-й артиллерийский полк — воинская часть Вооружённых Сил СССР в Великой Отечественной войне. Входила в состав 311-й стрелковой дивизии и прошла боевой путь от Кирова до Берлина.

## История
Полк был сформирован в июле 1941 года в Кирове. Командирами орудий были назначены кадровые артиллеристы РККА, а рядовой состав (номера расчётов, конюхи-ездовые, старшины батарей, военнослужащие тыла) набирался из уроженцев Кировской области. Первым командиром полка был майор Пётр Иванович Коростелёв. Полк был сформирован из двух дивизионов и вооружён 76-мм пушками В. Г. Грабина образца 1939 года в количестве 28 штук.
11—12 августа 1941 года полк погрузился на железнодорожные платформы и выехал на фронт. По неуточнённым данным, один из дивизионов в пути попал под удар немецкой авиации и был уничтожен противником. Прибыв на станцию Чудово Новгородской области, полк разгружался на остановочной платформе Трегубово. Первый бой принял 18 августа 1941 года в столкновении с передовыми частями 1-го армейского корпуса группы армий «Север», прорвавшимися под Новгородом. Под ударами немецкой авиации полк потерял под Чудово почти всю материальную часть и конную тягу. Командир полка майор П. И. Коростелёв был ранен и выбыл в госпиталь, комиссар полка И. П. Кибкало попал в плен, а начальник штаба полка майор Б. Н. Числов погиб 26 августа 1941 года у артиллерийского орудия, прикрывая артиллерийским огнём переправу отступающих частей РККА через реку Тигода.
.
В сентябре 1941 года вновь назначенный командиром 311-й стрелковой дивизии полковник Т. С. Орленко среди отступающих частей РККА встретил своего бывшего сослуживца по 28-й танковой дивизии командира 481-го гаубичного артиллерийского полка капитана П. М. Орлова и, пользуясь неразберихой на фронте, переманил его к себе на новое место службы. В итоге 481-й гаубичный артиллерийский полк влился в состав 311-й стрелковой дивизии и вскоре был обращён на доукомплектование 855-го артиллерийского полка вместе с личным составом и материальной частью.
В обновлённом составе полк принимал участие в Тихвинской оборонительной операции, в составе 54-й армии И. И. Федюнинского оборонял Волховскую ГЭС, участвовал в Тихвинской наступальной операции, затем в Любанской наступательной операции.
В начале 1943 года в полку был сформирован 3-й артиллерийский дивизион в составе двух батарей (7-я и 8-я) под командованием В. И. Колпакова. Дивизион получил восемь 76-мм орудий. Личный состав обучался из новобранцев нерусских национальностей, прибывших маршевой ротой на передовую. «Худые, плохо обученные, обессилевшие в длительном пешем марше от Волхова, они производили жалкое впечатление… Многие солдаты не знали русского языка, и их проходилось учить через переводчиков», — вспоминал бывший начальник штаба полка В. И. Колпаков. Через 2 месяца усиленной тренировки 3-й дивизион вступил в боевые действия в ходе наступления под Смердыней.
В начале 1944 года 855-й артиллерийский полк принимал участие в Новгородско-Лужской операции, затем в Псковско-Островской операции. Высочайшее боевое мастерство проявили артиллеристы полка в районе Псков-Остров, где противник врыл в землю много танков «Тигр» и самоходок «Фердинанд», превратив линию обороны в неприступный бронированный пояс. Командирами артиллерийских дивизионов был разработан дерзкий план — прикрывшись специальной дымовой завесой, на высоком аллюре конных упряжек подвезти орудия близко к противнику и, быстро развернув их, прямой наводкой пробить броню танков, считавшихся непробиваемыми. Этот план был успешно осуществлён.
В дальнейшем 855-й артиллерийский полк принимал участие в освобождении территории Белоруссии, Прибалтики, Польши, форсировал Вислу и Одер.
За прорыв глубоко эшелонированной обороны противника 17 сентября 1944 года совместно с другими частями 311-й стрелковой дивизии западнее города Плявинас и дальнейшем преследовании противника орудийными расчётами, двигавшими орудия на своих руках непосредственно в рядах пехоты и в упор расстреливавшими врага, чем обеспечили овладением городом Яунелгава, 855-й артиллерийский полк был представлен к награждению Орденом Красного Знамени.
При преследовании противника на территории Померании в феврале-марте 1945 года орудия полка на протяжении нескольких дней двигались непосредственно в боевых порядках стрелковых частей 311-й стрелковой дивизии, поддерживая пехоту огнём и колёсами. За этот подвиг 855-й артиллерийский полк Приказом Верховного Главнокомандующего № 065 от 5 апреля 1945 года был удостоен почётного звания Померанский.
2 мая 1945 года 855-й артиллерийский полк вышел в район Эльбы и завершил свою боевую деятельность. 9 мая 1945 года военнослужащие полка встретили Победу, а 10 мая 1945 года сборный дивизион полка выезжал в город Бад-Вильснак для участия в военном параде союзных войск.
11 июня 1945 года 855-й артиллерийский полк выбыл из состава 311-й стрелковой дивизии, а 12 июня 1945 года был переведён на новое место дислокации — в город Рослау-на-Эльбе. 16 июня 1945 года 855-й артиллерийский полк был переформирован в гаубичный артиллерийский полк с сохранением прежней нумерации и вошёл в состав 423-й артиллерийской бригады 75-й гвардейской стрелковой дивизии.

### Командиры полка
- Коростелёв, Пётр Иванович (с 13.07.1941), майор;
- Орлов, Павел Михайлович (с 10.11.1941), майор;
- Лейчинский, Иван Филимонович (с 18.09.1942), майор;
- Шевчук, Иван Евстафьевич (с 04.01.1943), подполковник;
- Буевич, Владимир Фаддеевич (с 05.07.1944), подполковник;
- Северин, Дмитрий Андреевич, гвардии подполковник.